# Holandia na Zimowych Igrzyskach Olimpijskich 1984
Holandię na Zimowych Igrzyskach Olimpijskich 1984 reprezentowało 13 zawodników: dziewięciu mężczyzn i cztery kobiety. Był to dwunasty start reprezentacji Holandii na zimowych igrzyskach olimpijskich.

## Skład kadry

### Bobsleje
Mężczyźni
| Osada | Zawodnik                   | Konkurencja | Ślizg 1 | Ślizg 2 | Ślizg 3 | Ślizg 4 | Łącznie | Pozycja |
| ----- | -------------------------- | ----------- | ------- | ------- | ------- | ------- | ------- | ------- |
| NED-1 | Job van Oostrum John Drost | Dwójki      | 52,86   | 53,58   | 52,79   | 52,76   | 3:31,99 | 16.     |

### Łyżwiarstwo szybkie
Mężczyźni
| Zawodnik             | Konkurencja   | Konkurencja   | Konkurencja    | Konkurencja    | Konkurencja    | Konkurencja    | Konkurencja    | Konkurencja    | Konkurencja      | Konkurencja      |
| Zawodnik             | Bieg na 500 m | Bieg na 500 m | Bieg na 1000 m | Bieg na 1000 m | Bieg na 1500 m | Bieg na 1500 m | Bieg na 5000 m | Bieg na 5000 m | Bieg na 10 000 m | Bieg na 10 000 m |
| Zawodnik             | Czas          | Miejsce       | Czas           | Miejsce        | Czas           | Miejsce        | Czas           | Miejsce        | Czas             | Miejsce          |
| -------------------- | ------------- | ------------- | -------------- | -------------- | -------------- | -------------- | -------------- | -------------- | ---------------- | ---------------- |
| Hein Vergeer         | 38,94         | 13.           | 1:17,57        | 10.            | 2:00,59        | 12.            |                |                |                  |                  |
| Jan Ykema            | 39,03         | 14.           | 1:18,81        | 20.            |                |                |                |                |                  |                  |
| Geert Kuiper         | 39,13         | 16.           |                |                |                |                |                |                |                  |                  |
| Hilbert van der Duim |               |               | 1:17,46        | 7.             | 1:59,77        | 7.             | 7:19,39        | 9.             | 15:01,24         | 10.              |
| Robert Vunderink     |               |               |                |                |                |                | 7:25,19        | 14.            | 15:14,45         | 17.              |
| Frits Schalij        |               |               |                |                | 2:00,14        | 10.            | 7:28,17        | 17.            |                  |                  |
| Yep Kramer           |               |               |                |                |                |                |                |                | 14:59,89         | 9.               |

Kobiety
| Zawodnik          | Konkurencja   | Konkurencja   | Konkurencja    | Konkurencja    | Konkurencja    | Konkurencja    | Konkurencja    | Konkurencja    |
| Zawodnik          | Bieg na 500 m | Bieg na 500 m | Bieg na 1000 m | Bieg na 1000 m | Bieg na 1500 m | Bieg na 1500 m | Bieg na 3000 m | Bieg na 3000 m |
| Zawodnik          | Czas          | Miejsce       | Czas           | Miejsce        | Czas           | Miejsce        | Czas           | Miejsce        |
| ----------------- | ------------- | ------------- | -------------- | -------------- | -------------- | -------------- | -------------- | -------------- |
| Thea Limbach      | 44,31         | 27.           | 1:28,112       | 21.            | 2:10,35        | 9.             | 4:42,84        | 13.            |
| Ria Visser        | 45,05         | 30.           |                |                | 2:11,06        | 13.            | 5:14,80        | 25.            |
| Alie Boorsma      | 1:02,05       | 33.           | 1:28,40        | 23.            |                |                |                |                |
| Yvonne van Gennip |               |               | 1:25,36        | 6.             | 2:10,61        | 11.            | 4:34,80        | 5.             |